# Görömbölyi görögkatolikus templom
Az „Istenszülő oltalma” görögkatolikus templom Görömbölyön, Miskolc egyik városrészében található, a Bacsinszky András téren.
Bacsinszky András munkácsi püspök 1770-ben lett tapolcai apát, a címet és a vele járó javadalmakat Mária Teréziától kapta. Ezzel Görömböly virágzó egyházközség lett (Tapolca hosszú ideig Görömbölyhöz tartozott), s a püspök az addigi fatemplom helyett 1781-ben kőtemplomot építtetett a település fölötti dombon. Azonban nem ez a jelenlegi templom, azt 1854 és 1868 között építették fel neoklasszicista stílusban, Demkó István parókus (aki a templom felszentelését már nem érhette meg) kezdeményezésére. A templom felszentelésekor az új parókus már Hucskó Mihály volt.
A templom hajója két, a szentély egy csehsüvegboltozatból áll, kórusa a déli oldalon kétszintes. A berendezés egyes darabjai valószínűleg az egykori fatemplomból származnak, például a dúsan faragott, aranyozott királyajtó, a barokk gyertyatartók és a karzat alatti vörösréz gyertyatartó. Az ikonosztáziont 1912-ben készítette a budapesti Oberbauer cég. 1920-ban felújították a templomot, ekkor kerültek a helyükre az ólomüveg ablakok is. 1968-ban seccókat festettek a mennyezetre, és a többi rész festését is megújították.
A mennyezeti freskókat 1999-ben restaurálták, felújították a 25 méter magas, félgömbkupolával fedett templomtornyot és kicserélték a tetőt. A munkálatok költségeit a Nemzeti Kulturális Örökség Minisztériumától kapott összeg és a hívek adományai fedezték. A templomnak három harangja van, melyek közül a déli harangszót biztosító, több mint 4 tonnás harang Gombos Lajos műhelyéből került ki 1985-ben. A templomhoz pincekápolna is tartozik.

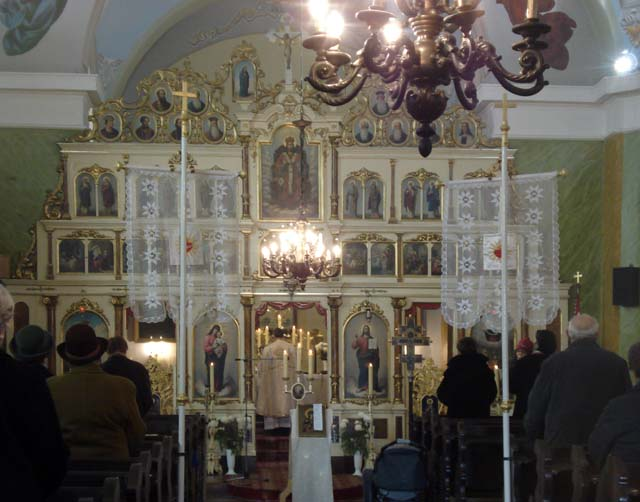
Templombelső